# Hermann Brücke
Hermann Brücke (* 1830 in Berlin; † 1871 in Pisa, Königreich Italien) war ein deutscher Genre-, Historien- und Porträtmaler.

## Leben

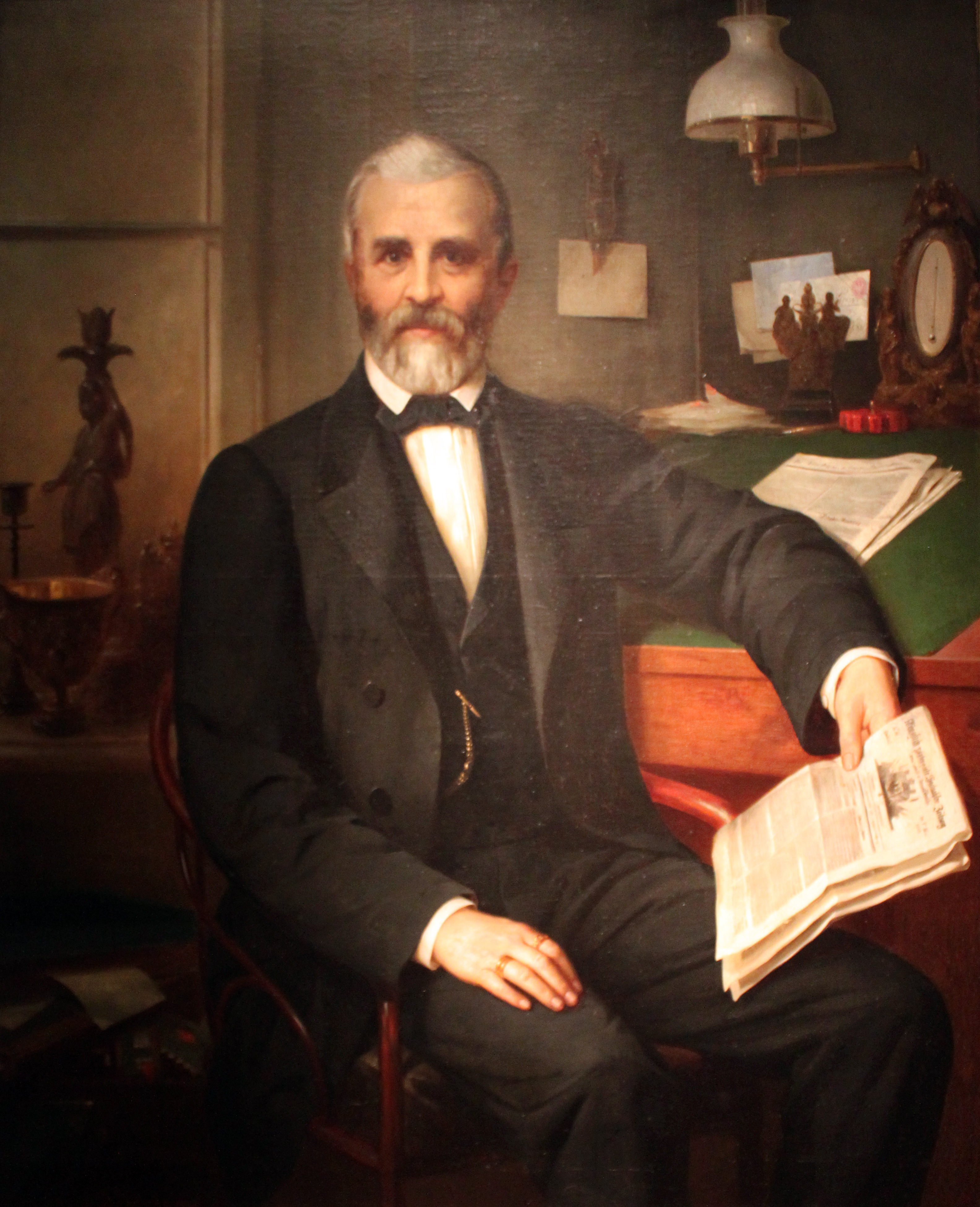
Bildnis des Berliner Fabrikanten Albert Meves, 1866, Deutsches Historisches Museum

Brücke war Sohn des Berliner Zeichenlehrers, Porträt- und Historienmalers Johann Gottfried Brücke. Sein Halbbruder war der Mediziner Ernst Wilhelm von Brücke, sein Onkel der Maler Wilhelm Brücke.
Brücke erhielt eine künstlerische Ausbildung bei seinem Vater. Von 1847 bis 1849 war er Schüler der Berliner Akademie. Später studierte er bei Paul Delaroche in Paris und bei Louis Gallait in Brüssel. Von Dezember 1856 bis 1861 weilte er in Rom, wo er Mitglied des Deutschen Künstlervereins war und 1857 an dessen „Cervarofest“ teilnahm. Anschließend wirkte er als Maler in Berlin und engagierte sich im Vorstand des Vereins Berliner Künstler.